# ...Ready For It?
"...Ready For It?" je pjesma američke pop kantautorice Taylor Swift. Objavljena je 24. listopada 2017. godine kao drugi singl s njezinog šestog studijskog albuma reputation u izdanju diskografske kuće Big Machine Records. 

## O pjesmi[1]
"... Ready For It?" je "pop", "elektronski nadahnuta" pop-pjesma, s elementima dubstepa i trap glazbe. Pjesma ima duboke synth zvukove, drop bass, bubanjeve i rep. Pjesma se izvodi u ključu e-molu s tempom od 160 otkucaja u minuti, a Swiftov glas koji se proteže od G3 do E5.
Tekst pjesme govori o Swiftinim fantazijama o pojedincu kojeg opisuje kao "ubojicu" koji je imao više odnosa s drugim djevojka i kao "mlađeg od njezinih bivših". Swift koristi slike holivudske romantike, otoke tajni. Također se bavi percepcijom vlastite romantične povijesti uspoređujući se s Elizabeth Taylor i njezinim ljubavnikom Richardom Burtonom. Predmet pjesme je njezin dečko Joe Alwyn.

## Uspjeh pjesme
U Sjedinjenim Državama, pjesma je debitirala četvrtom mjestu na Billboard Hot 100, postajući Swiftina 22. pjesma u Top 10 pjesma. U Australiji, "...Ready For It?" debitirao je na broju 3 na ARIA Singles Chart, postajući njezina 12. pjesma u Top 5 pjesama u Australiji.

## Glazbeni video
Spot je premijerno prikazan 26. listopada 2017. na Swifitnom YouTube Kanalu, a snimljen je dva mjeseca ranije, u kolovozu iste godine. Redatelj spota je Joseph Kahn.

## Ljestvice[1]
| Ljestvice                  | Najviša pozicija |
| -------------------------- | ---------------- |
| Australija                 | 3                |
| Austrija                   | 26               |
| Češka                      | 18               |
| Francuska                  | 164              |
| Hrvatska                   | 51               |
| Italija                    | 65               |
| Njemačka                   | 47               |
| Portugal                   | 30               |
| Sjedinjene Američke Države | 4                |
| Ujedinjeno Kraljevstvo     | 7                |